# Line Bie Rosenstjerne
Line Bie Rosenstjerne (født 10. oktober 1979) er en dansk skuespillerinde.
Hun blev uddannet fra Skuespillerskolen ved Odense Teater i 2005.

## Filmografi
- De unge år: Erik Nietzsche sagaen del 1 (2007)

### Tv-serier
- Anna Pihl (2006-2007)